# Med hastat lopp och dunkelt sken
Med hastat lopp och dunkelt sken är en psalm från 1774 diktad av Balthasar Münter, som översattes till svenska 1813 av Johan Olof Wallin.

## Publicerad i
- 1819 års psalmbok som nummer 404 under rubriken "Med avseende på särskilda personer, tider och omständigheter: Årets tider och jordens fruktbarhet: Hösten".
- 1937 års psalmbok som nummer 477 under rubriken "Hösten".